# Тапиока
Тапиока (маниоково саго) е зърнест нишестен продукт, получен от корените на маниока. Висококалорична и лесно смилаема храна, използва се широко в тропическите страни.

## Хранителна стойност
Тапиоката съдържа 10 – 14% вода, около 3% суров протеин, 2,5% мазнини, 3,5 – 4% фибри, 3,5 – 4,5% пепел 80 – 83% органични вещества, които включват основно нишесте.
Суровият протеин съдържа около 50% „истински“ протеин, а останалата част е непротеинов азот. Протеинът на тапиоката е с ниска стойност: в него има малко съдържание на метионин, цистеин, лизин и други незаменими аминокиселини. Мазнините на тапиоката съдържат малко ненаситени мастни киселини, ето защо добавките на растителни мазнини може значително да подобрят хранителната му стойност.

## Начин на приготвяне
Корените на маниока първо се промиват и се почистват, след това три или четири дни се държат потопени във вода. Стриват се и след това се смесват добре с вода. Чистите зърна на нишестето постепенно се утаяват на дъното. След това нишестето се отделя и повторно се смесва с вода – този процес може да се повтори 4 – 5 пъти. Когато нишестето е достатъчно чисто, то се разсипва в метален съд, който се поставя на бавен огън. По време на приготвянето, нишестето непрекъснато се разбърква. В крайна сметка, нишестето образува малки бучки. Тези бучки се наричат тапиока.
Основният производител e Тайланд.
|  | Тази страница частично или изцяло представлява превод на страницата „Тапиока“ в Уикипедия на руски. Оригиналният текст, както и този превод, са защитени от Лиценза „Криейтив Комънс – Признание – Споделяне на споделеното“, а за съдържание, създадено преди юни 2009 година – от Лиценза за свободна документация на ГНУ. Прегледайте историята на редакциите на оригиналната страница, както и на преводната страница, за да видите списъка на съавторите. ВАЖНО: Този шаблон се отнася единствено до авторските права върху съдържанието на статията. Добавянето му не отменя изискването да се посочват конкретни източници на твърденията, които да бъдат благонадеждни. |